# 1756 Giacobini
Az 1756 Giacobini (ideiglenes jelöléssel 1937 YA) a Naprendszer kisbolygóövében található aszteroida. André Patry fedezte fel 1937. december 24-én, Nizzában.